# Acide ajulémique
L'acide ajulémique (AB-III-56, HU-239, IP-751, CPL 7075, CT-3, Anabasum) est un dérivé cannabinoïde synthétique du métabolite THC 11-nor-9-carboxy-THC qui présente des propriétés anti-fibrotiques et effets anti-inflammatoires dans les études précliniques sans provoquer une "forte" tolérence. Il est développé pour le traitement des affections inflammatoires et fibreuses telles que la sclérose systémique, la dermatomyosite et la fibrose kystique. Il ne partage pas les effets antiémétiques de certains autres cannabinoïdes, mais peut être utile pour traiter des états inflammatoires chroniques où l'inflammation ne se résout pas. Les effets secondaires incluent la bouche sèche, la fatigue et les étourdissements. Le mécanisme d'action passe par l'activation du récepteur CB 2 conduisant à la production d'éicosanoïdes de pré-résolution spécialisés tels que la lipoxine A4 et la prostaglandine J2. Des études chez l'animal à des doses allant jusqu'à 40 mg/kg montrent une psychoactivité minimale de l'acide ajulémique, comparée à celle produite par le tétrahydrocannabinol. Une composition d'acide ajulémique nommé Lenabasum (anciennement Anabasum, Resunab) est en cours de développement par Corbus Pharmaceuticals (anciennement JB Therapeutics) pour le traitement des maladies inflammatoires orphelines chroniques potentiellement mortelles. [réf. nécessaire]